# 2A busz (Balatonfüred)
A balatonfüredi 2A jelzésű autóbusz az Autóbusz-állomás (vasútállomás) és a Volántelep megállóhelyek között közlekedett. A vonalat az ÉNYKK Zrt. üzemeltette.

## Közlekedése
A téli menetrend szerint 1-2 alkalommal közeledett este, de vasárnap nem. A nyári menetrend szerint 1 alkalommal közeledett minden nap.

## Útvonala
| Volántelep felé: |
| --- |
| - Autóbusz-állomás (vasútállomás) - Castricum tér - Horváth Mihály utca - Jókai Mór utca - Ady Endre utca - Szent István tér - Kossuth Lajos utca - Dózsa György utca - Bajcsy-Zsilinszky utca - Volántelep |

## Megállók
| Megállóhely neve                | Menetidő | Átszállási lehetőségek       | Fontosabb létesítmények                                                         |
| ------------------------------- | -------- | ---------------------------- | ------------------------------------------------------------------------------- |
| Autóbusz-állomás (vasútállomás) | 0        | 1, 1B, 2, 3, 4, 5, 6         | Autóbusz-állomás, Vasútállomás, Castricum tér                                   |
| Horváth Mihály utca             | 1        | 1, 1A, 1B, 2, 2B, 3, 4, 5, 6 | Rádiómúzeum                                                                     |
| Nádor utca                      | 2        | 1, 1A, 2                     |                                                                                 |
| Perczel Mór utca                | 3        | 1, 1A, 1B, 2, 2B, 5, 6       |                                                                                 |
| Közösségi Ház                   | 4        | 1, 1A, 1B, 2, 2B, 3, 4       | Közösségi Ház, Krisztus Király templom, Városháza, Szent István tér             |
| Kossuth tér                     | 5        | 1, 1A, 1B, 2, 2B, 3, 4       | Református templom, Evangélikus templom, Városi Könyvtár és Múzeum, Kossuth tér |
| Volántelep                      | 6        | 1, 1A, 3, 4                  | Volántelep, Temető                                                              |

## Menetrend
- Balatonfüredi menetrend